# Wyoming (condado de Iowa, Wisconsin)
Wyoming es un pueblo ubicado en el condado de Iowa en el estado estadounidense de Wisconsin. En el Censo de 2010 tenía una población de 302 habitantes y una densidad poblacional de 2,86 personas por km².

## Geografía
Wyoming se encuentra ubicado en las coordenadas 43°6′20″N 90°5′37″O / 43.10556, -90.09361. Según la Oficina del Censo de los Estados Unidos, Wyoming tiene una superficie total de 105.76 km², de la cual 103.02 km² corresponden a tierra firme y (2.59%) 2.74 km² es agua.

## Demografía
Según el censo de 2010, había 302 personas residiendo en Wyoming. La densidad de población era de 2,86 hab./km². De los 302 habitantes, Wyoming estaba compuesto por el 97.68% blancos, el 0% eran afroamericanos, el 0% eran amerindios, el 0% eran asiáticos, el 0% eran isleños del Pacífico, el 0% eran de otras razas y el 2.32% pertenecían a dos o más razas. Del total de la población el 0% eran hispanos o latinos de cualquier raza.